# Anna Christie (película de 1930 en lengua alemana)
Anna Christie (1930) es una película dirigida por Jacques Feyder y protagonizada por Greta Garbo. Está basada en la obra teatral homónima de Eugene O'Neill. Producida por la Metro-Goldwyn-Mayer, se rodó en Estados Unidos en lengua alemana al mismo tiempo, en los mismos decorados y con la misma caracterización que la versión en inglés (también protagonizada por Greta Garbo). Se estrenó en Colonia, Alemania, el 2 de diciembre de 1930.
Frances Marion escribió el guion y Walter Hasenclever y Frank Reicher redactaron los diálogos en alemán. Además de Greta Garbo, el reparto se completó con Theo Shall, Hans Junkermann y Salka Steuermann en los papeles principales. Según la información del DVD publicado en 2005 con las dos versiones de la película, Greta Garbo prefería la rodada en alemán.

## Reparto y papeles
- Greta Garbo – Anna Christie
- Theo Shall – Matt Burke
- Hans Junkermann – Chris Christofferson
- Salka Steuermann – Marthy Owens
- Herman Bing – Larry
- Leo White – Hombre del bar.